# Abdirahman bin Isma'il al-Jabarti
Abdirahman bin Isma'il al-Jabarti, ( arabe : عبدالرحمن بن اسماعيل الجبرتي) également connu sous le nom de Darod, ( arabe : دارود) Dawud ou Da'ud, était un proto-somali (peuple ancêtre des somalis) vivant dans le nord de la corne de l'Afrique durant le 10e siècle. Il est également connu sous l’appellation Cheikh Darod. Il est l'ancêtre commun du clan somalis et omanais, Darod. Selon les premiers livres islamiques et la tradition locale, Abdirahman descendait d'Aqeel ibn Abi Talib, membre des Banu Hashim et cousin du prophète islamique Muhammad.
Néanmoins, certaines délimitations intellectuelles de cette tradition orale avancent l'hypothèse qu'Abdirahman bin Isma'il al-Jabarti était simplement une personnalité notable dans l'agglomération des hameaux de Jaberti, le long de la corne de l'Afrique, qui vivait entre plusieurs autres Jabertis proto-somalis qui avaient également eut des descendants, mais qui au fil du temps ont progressivement acquis le statut d'abtirsi partagé (patrilinéarité). Certains analystes ont avancé l'hypothèse du téléphone arabe pour expliquer pourquoi de telles traditions orales peuvent accumuler des inexactitudes au fil des siècles.

## Biographie

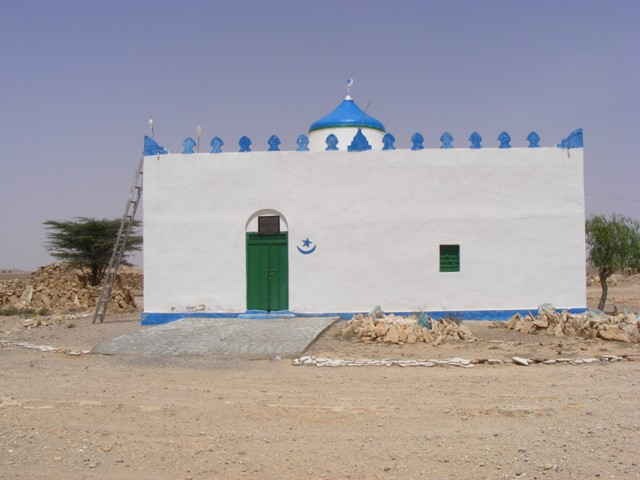
Le tombeau de Cheikh Darod à Haylan, une ancienne ville du nord de la région de Sanaag en Somalie.

Des auteurs comme Ibn Hawqal, Al-Muqaddasi et Ibn Said ont confirmé la présence précoce de tribus arabes dans des villes telles que Berbera, Zeila, Jabarta (une ancienne métropole aujourd'hui en ruine) et Massawa dans le nord de la corne de l'Afrique.
Al-Masudi a écrit sur les familles et tribus arabes spécifiques qui vivaient à Jabarta et Zeila dans son livre datant du 9e siècle, Aqeeliyoon. Ce livre met en lumière un individu, un cheikh soufi de l'ordre de Qadiriyyah appelé Isma'il ibn Ibrahim al-Jabarti, qui a engendré plusieurs enfants, dont l'un s'appelait Abdirahman,.
Selon ces premiers livres islamiques et la tradition somalienne, le descendant de Muhammad ibn Aqil Abdirahman bin Isma'il al-Jabarti (Darod) a fui son pays natal, un des pays de la péninsule arabique après une dispute avec son oncle. Au cours du 10e ou du 11e siècle de notre ère, il se serait alors installé dans le nord de la Somalie, juste en face de la mer Rouge. Il a ensuite épousé Dobira, la fille du chef du clan Dir, qui aurait donné naissance à la famille du clan Darod. Ainsi, il a établi des liens matrilatéraux avec la branche principale des descendants de Samaale.

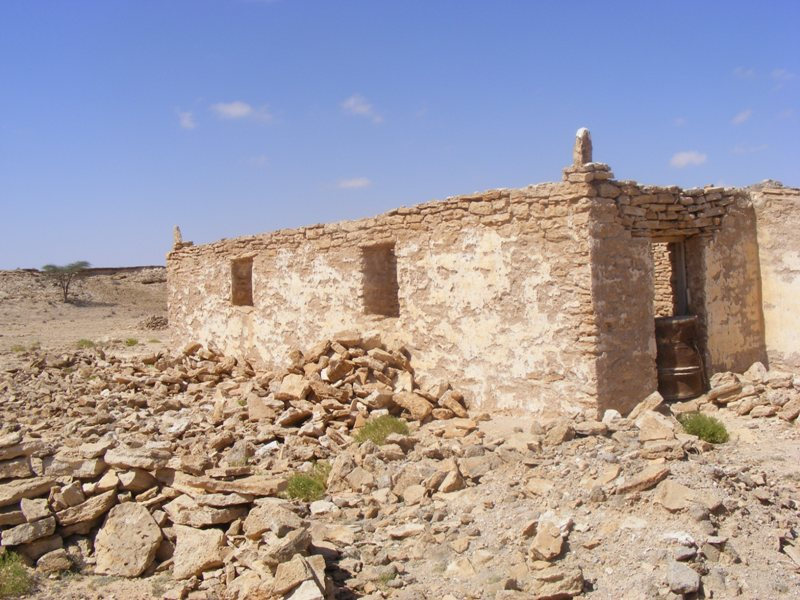
Le tombeau de Cheikh Harti à Qa’ableh.

Selon l'anthropologue britannique Ioan Myrddin Lewis, alors que les traditions de descendance de familles arabes nobles liées à Mahomet sont très probablement des légendes exprimant l'importance de l'islam dans la société somalienne, « il y a une forte composante historiquement valable dans ces légendes qui, dans le cas du clan Darod, est confirmée dans la pratique actuelle voulant qu'un représentant du clan Dir officie lors de la cérémonie de nomination du chef du clan Darod. ».
Une autre tradition veut que Darod soit lié au peuple éteint des Harla,. Selon des documents arabes conservés par les clans Darod de la région Afar, les Darut, ancêtres des Harla, ont fondé l'actuel clan somalien Darod. Le texte indique en outre que Darod est arrivé de La Mecque et s'est installé à Zeila, son père était Ismāʻīl bin Ibrāhīm al-Ǧabartī, originaire de l'actuel Yémen.
Une mythologie clanique similaire existe pour les Isaaq, qui descendent d'un cheikh nommé Ishaq ibn Ahmad al-'Alawi, un autre Banu Hashim venu en Somalie à la même époque,. Comme pour Sheikh Isaaq, il existe également de nombreuses hagiologies en arabe qui décrivent les voyages, les travaux et la vie globale de Cheikh Darod dans le nord-ouest de l'actuelle Somalie, ainsi que ses mouvements en Arabie avant son arrivée. En plus des sources historiques comme Aqeeliyoon d' Al-Masudi, un manaaqib moderne (une collection d'actes glorieux) imprimé au Caire en 1945 par Sheikh Ahmad bin Hussen bin Mahammad intitulé Manaaqib as-Sheikh Ismaa'iil bin Ibraahiim al-Jabarti parle également du Cheikh Darod et de son père Isma'il al-Jabarti, qui serait enterré à Bab Siham, dans le district de Zabid, dans l'ouest du Yémen.
Le tombeau de Cheikh Darod se trouve à Haylan, dans les montagnes Hadaaftimo, dans le nord-ouest de l'actuelle République du Somaliland, et est le théâtre de fréquents pèlerinages. Cheikh Isaaq est enterré à proximité, dans la ville de Maydh , tout comme Cheikh Harti, un descendant de Cheikh Darod et l'ancêtre du sous-clan Harti Darod, dont la tombe est située dans l'ancienne ville de Qa’ableh .

## Lignée
Selon de nombreux historiens islamiques médiévaux et modernes, Darod descend d'Aqeel ibn Abi Talib, le cousin de Mahomet et frère d'Ali ibn Abi Talib. Un ancien livre d'histoire islamique, intitulé Aqeeliyoon par Al-Masudi, parle en détail des descendants d'Aqeel ibn Abi Talib, dans lequel Darod est également mentionné.
Selon Allaa'i Alsuniyah Fi Al-Aqab Al-Aqeeliyah (2006) écrit par Ahmad bin Ali Al-Rajihi Al-Aqeeli, le nom complet de Cheikh Darod est: « Dawoud ibn Ismail ibn Ibrahim ibn Abdulsamad ibn Ahmed ibn Abdallah ibn Ahmad Ibn Ismail ibn Ibrahim ibn Abdallah ibn Isma'il ibn Ali ibn Abdallah ibn Muhammad ibn Hamid ibn Abdallah ibn Ibrahim ibn Ali ibn Ahmad ibn Abdallah ibn Muslim ibn Abdallah ibn Muhammad ibn Aqeel ibn Abi-Talib Al-Hashimi Al-Qurash ». Al-Aqeeli ajoute que les fils de Sheikh Isma'il comprennent Abi-Bakar, Dawoud, Ahmad et Abdusamad, dont d'autres descendants habitent les régions de Hadhramaut et Mahra en Arabie du Sud.